# Vitex megapotamica
Vitex megapotamica là một loài thực vật có hoa trong họ Hoa môi. Loài này được (Spreng.) Moldenke miêu tả khoa học đầu tiên năm 1951.

## Hình ảnh

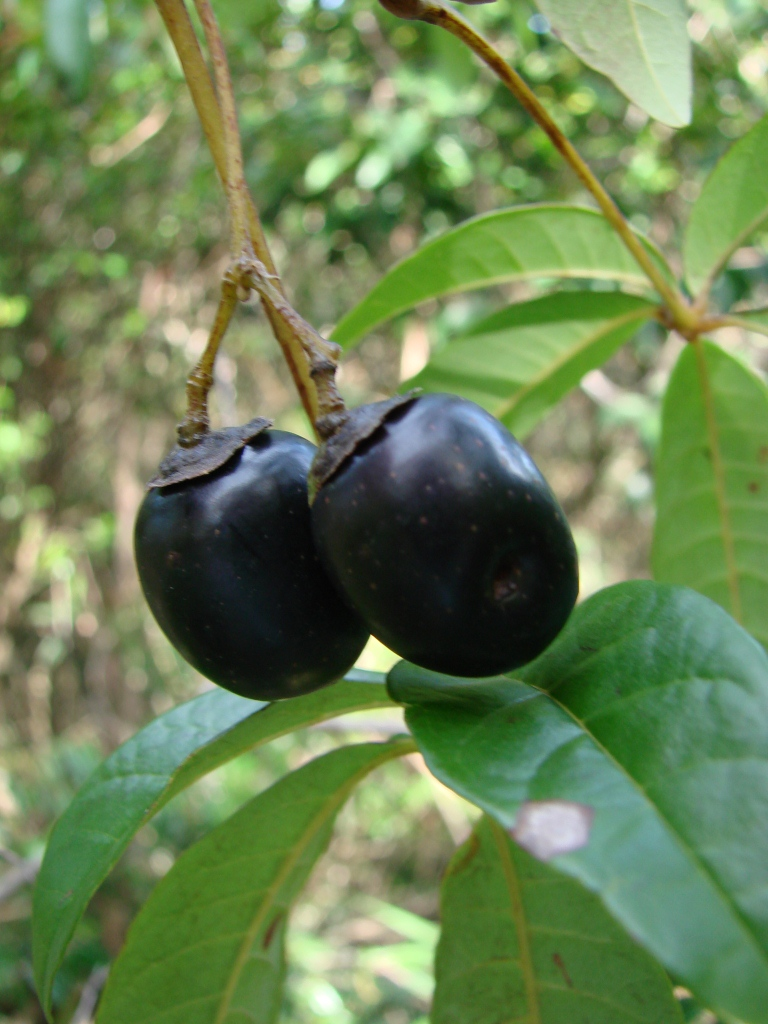
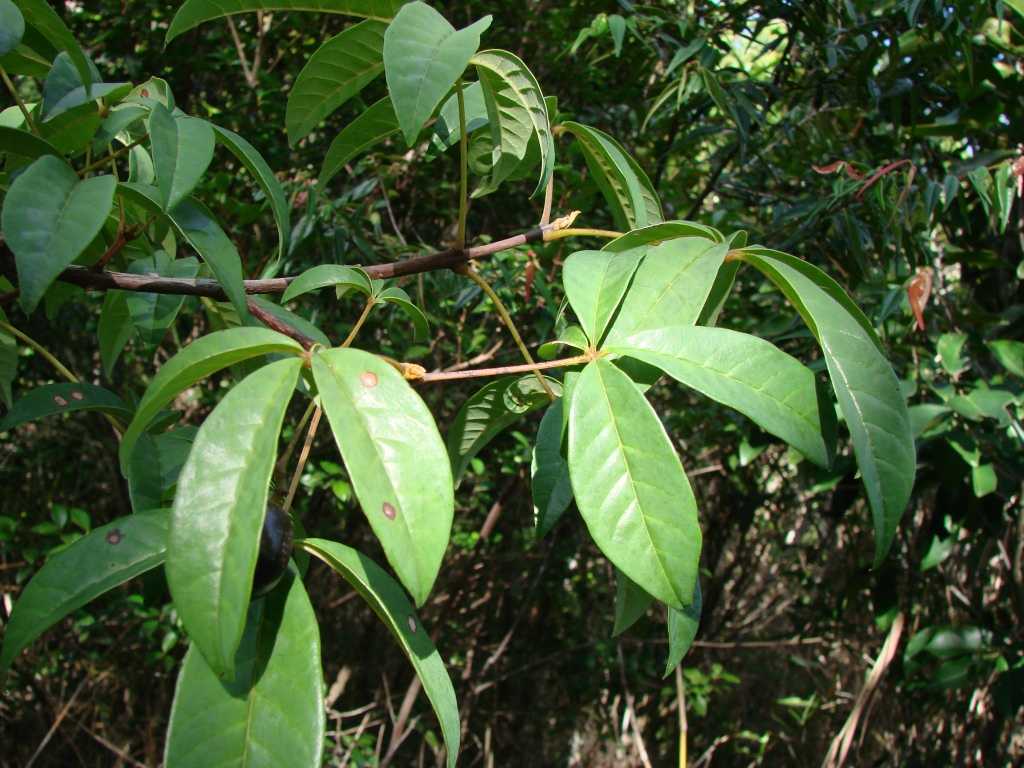